# Solution

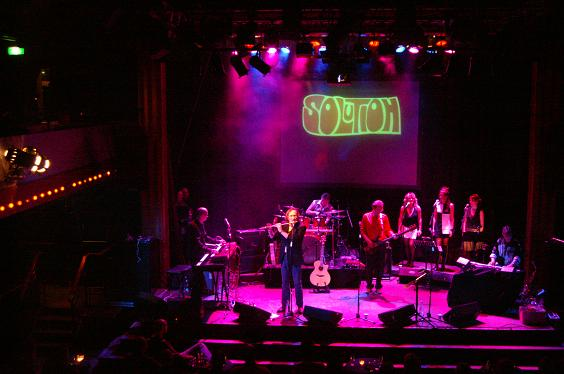
Reünie van Solution in 2006

Solution was een symfonische band uit Groningen, die heeft bestaan van 1970 tot 1983. De band scoorde enkele bescheiden hits met de nummers Empty Faces (1977), It's only just begun (1980) en Run away (1982).
In de succesvolste periode bestond de band uit:
- Tom Barlage - saxofoons, fluit en toetsen
- Willem Ennes - toetsen
- Hans Waterman - slagwerk
- Guus Willemse - bas, zang

## Historie
Solution werd in 1970 opgericht. Oorspronkelijk speelde de band onder meer covers van soulnummers en werd de naam gespeld als Soulution. Toen de muzikale richting werd verlegd en de groep lang uitgesponnen symfonische nummers ging spelen, werd de naam gewijzigd in Solution. In 1975 hoorde Gus Dudgeon, die bekend was als producer van de uiterst succesvolle platen van Elton John, een bandopname van Solution terwijl hij in Canada in de studio werkte. Na in Nederland de muzikanten enige malen te hebben gezien en gehoord vroeg hij hen te tekenen voor Rocket Record Company, het eigen platenlabel van rocket man Elton John. Op Cordon Bleu (1975), de eerste plaat onder dit label, speelde de Zaanse zanger-gitarist-fluitist-saxofonist Michiel Pos mee. Cordon Bleu en het volgende album, Fully Interlocking uit 1977, zijn hoogtepunten uit het oeuvre van de band.
Met het verschijnen van de plaat It's only just begun verschoof de groep het accent in de muziek naar de jazz-rock en kortere nummers. In de laatste jaren van het bestaan van de groep was Harry Hardholt (ex-Houseband) gitarist. In 1983 ging de groep uit elkaar, na een lange afscheidstournee door Nederland en België, waarbij de laatste optredens in De Oosterpoort in Groningen en in het Amsterdamse Paradiso plaatsvonden. Van deze tournee werden liveopnamen gemaakt, die in 1983 uitkwamen als een dubbelalbum onder de titel Solution LIVE.
Solution heeft in de meeste zalen van het Nederlandse clubcircuit gespeeld en trad daarnaast regelmatig op in onder meer België en Duitsland. In Engeland werden meerdere tournees gemaakt, vooral in de tijd dat Solution onder contract stond bij Rocket Record Company.

Bekende Nederlandse artiesten als Jan Akkerman en Kazimierz Lux hebben live met Solution gewerkt, met name in de periode dat Ennes en Barlage hun dienstplicht moesten vervullen. Ook musici als John Schuursma (ex-Brainbox), Nippy Noya (als Neppy Noya), Frankie Fish, Ray Cooper en Jim Capaldi zijn op de diverse platen van Solution te horen.
Buitenlandse acts waarmee Solution op het podium stond waren onder meer ELO, Gentle Giant, The Everly Brothers, Seatrain, Colosseum, Graham Bond, Joe Walsh, Jess Roden Band en Jeff Beck.
Guus Willemse had in 1979 onder het pseudoniem 'Gus Williams' een solohit met Canyon to canyon in countrystijl.

### 1983
Het nummer Run away, dat door de leden van Solution was geschreven met Jim Capaldi, werd door de laatste zelf opgenomen voor de B-kant van zijn single That's Love. De single bereikte in 1983 de 28e plaats in de Amerikaanse Billboard Hot 100.

### 1991
Paul de Leeuw bracht het liedje A 100 Words, geschreven door Guus Willemse, uit op zijn Cd Voor U, Majesteit in een Nederlandse vertaling van C.van Doesburg, als 'Honderd Woorden'.

### 2006
Op 19 en 20 maart 2006 gaf Solution na 23 jaar twee concerten in Club Panama in Amsterdam. Als gasten speelden mee Harry Hardholt, Chiel Pos en (als vocale gasten) de damesgroep Mrs. Einstein, terwijl Solution met Peter Schneider en Jaap van der Sluijs het intermezzo verzorgden. Van deze concerten werden videoopnamen gemaakt, die vanaf 2007 als dvd te koop werd aangeboden via Solutions' website.

### 2007
In dit jaar verscheen ook een dvd van het In Memoriam-concert voor de in 2005 overleden drummer Jim Capaldi. Tijdens dat concert zong de gitarist-zanger Gary Moore het lied Evil love, geschreven door Guus Willemse, van tekst voorzien door Jim maar óók door hem gezongen op de Solution-elpee Runaway. De titel van deze tribute-dvd is Dear Mr. Fantasy. De dvd kwam uit onder een label van Eagle vision. Nadat Gary Moore in 2011 overleed, kreeg deze opname extra lading.

### 2008
In maart 2008 verscheen in de Verenigde Staten de nieuwe cd New Amerykah van rhythm-and-blueszangeres Erykah Badu met een sample van de Solutioncompositie Theme (Divergence) voor het liedje Soldier. Deze cd is ook in Nederland uitgekomen.

### 2011
Ex-Genesis gitarist Steve Hackett gebruikt uit de Solutionsong Divergence een sample voor zijn album Beyond the Shrouded Horizon.

### 2012
'Solution' and 'Divergence' werden op cd uitgebracht door Cherry Red Records.
Op 6 september 2012 overleed toetsenist Willem Ennes op 65-jarige leeftijd, na een kort ziekbed.

### 2013
Door 'Centertainment' werd een 3CD uitgebracht van de eerste vier albums, onder de titel Mythology 1971 – 1976.

### 2016
Door 'Universal' wordt een dubbel-CD uitgebracht in de serie 'Golden Years Of Dutch Pop Music', waar onder meer alle singles van Solution op staan.

## Discografie

### Albums
| Album met eventuele hitnotering(en) in de Nederlandse Album Top 100 | Datum van verschijnen | Datum van binnenkomst | Hoogste positie | Aantal weken | Opmerkingen |
| ------------------------------------------------------------------- | --------------------- | --------------------- | --------------- | ------------ | ----------- |
| Solution                                                            | 1971                  |                       |                 |              |             |
| Divergence                                                          | 1972                  |                       |                 |              |             |
| Cordon bleu                                                         | 1975                  | 20-12-1975            | 18              | 11           |             |
| Fully interlocking                                                  | 1977                  | 5-11-1977             | 30              | 7            |             |
| It's only just begun                                                | 1980                  | 5-4-1980              | 12              | 13           |             |
| Runaway                                                             | 1982                  | 13-3-1982             | 14              | 9            |             |
| Solution live                                                       | 1983                  |                       |                 |              |             |
| Solution: the ultimate collection                                   | 2005                  |                       |                 |              |             |
| Solution: the collection                                            | 2005                  |                       |                 |              |             |
| Mythology                                                           | 2013                  |                       |                 |              |             |
| A and B-sides and more                                              | 2016                  |                       |                 |              |             |

### Dvd
| Album met eventuele hitnotering(en) in de Nederlandse Album Top 100 | Datum van verschijnen | Datum van binnenkomst | Hoogste positie | Aantal weken | Opmerkingen   |
| ------------------------------------------------------------------- | --------------------- | --------------------- | --------------- | ------------ | ------------- |
| Reünieconcert Solution                                              | 2007                  |                       |                 |              | Solutionmusic |

### Singles
| Single met eventuele hitnotering(en) in de Nederlandse Top 40 | Datum van verschijnen | Datum van binnenkomst | Hoogste positie | Aantal weken | Opmerkingen                    |
| ------------------------------------------------------------- | --------------------- | --------------------- | --------------- | ------------ | ------------------------------ |
| Divergence                                                    | 1973                  | 12-5-1973             | tip             |              | B: Fever EMI                   |
| A song for you                                                | 1975                  |                       |                 |              | B: Chappaqua Rocket Records    |
| Chappaqua                                                     | 1976                  |                       |                 |              | B: Whirligig Rocket Records    |
| Give me some more                                             | 1977 (UK) 1978 (NL)   |                       |                 |              | B: Chappaqua Rocket Records    |
| Canyon to canyon                                              | 1979                  | 21-7-1979             | 27              | 4            | Gus Williams Bovema/Negram     |
| On my own                                                     | 1980                  |                       |                 |              | Solution B: Captain Willie CBS |
| It's only just begun                                          | 1980                  | 24-5-1980             | tip             |              | B: instrumentale versie CBS    |
| Runaway                                                       | 1982                  | 13-3-1982             | 31              | 3            | B: Evil love CBS               |
| Downhearted                                                   | 1982                  |                       |                 |              | B: Move on CBS                 |
| Bad breaks                                                    | 1983                  |                       |                 |              | B: Move on SKY                 |

## Trivia
- Guus Willemse is familie van Paulette Willemse, een van de zangeressen van de vocale damesgroep Mrs. Einstein.
- Willem Ennes was van 2000 tot zijn overlijden gehuwd met Astrid Joosten.